# Quatre nuits d'un rêveur
Quatre nuits d'un rêveur is een Franse dramafilm uit 1972 onder regie van Robert Bresson. Het scenario is gebaseerd op de novelle Witte nachten (1848) van de Russische auteur Fjodor Dostojevski.

## Verhaal
Een dromerige schilder in Parijs redt op een dag een meisje van zelfmoord. Ze heeft tevergeefs gewacht op haar geliefde, die had beloofd om precies na één jaar terug te keren. Hij troost haar en ze worden verliefd. Totdat haar minnaar vier dagen later opduikt.

## Rolverdeling
| Acteur                | Personage           |
| --------------------- | ------------------- |
| Isabelle Weingarten   | Marthe              |
| Guillaume des Forêts  | Jacques             |
| Jean-Maurice Monnoyer | Geliefde van Marthe |
| Giorgio Maulini       | Slotenmaker         |
| Lidia Bondi           | Moeder van Marthe   |
| Patrick Jouané        | Misdadiger          |